# 大河之舞

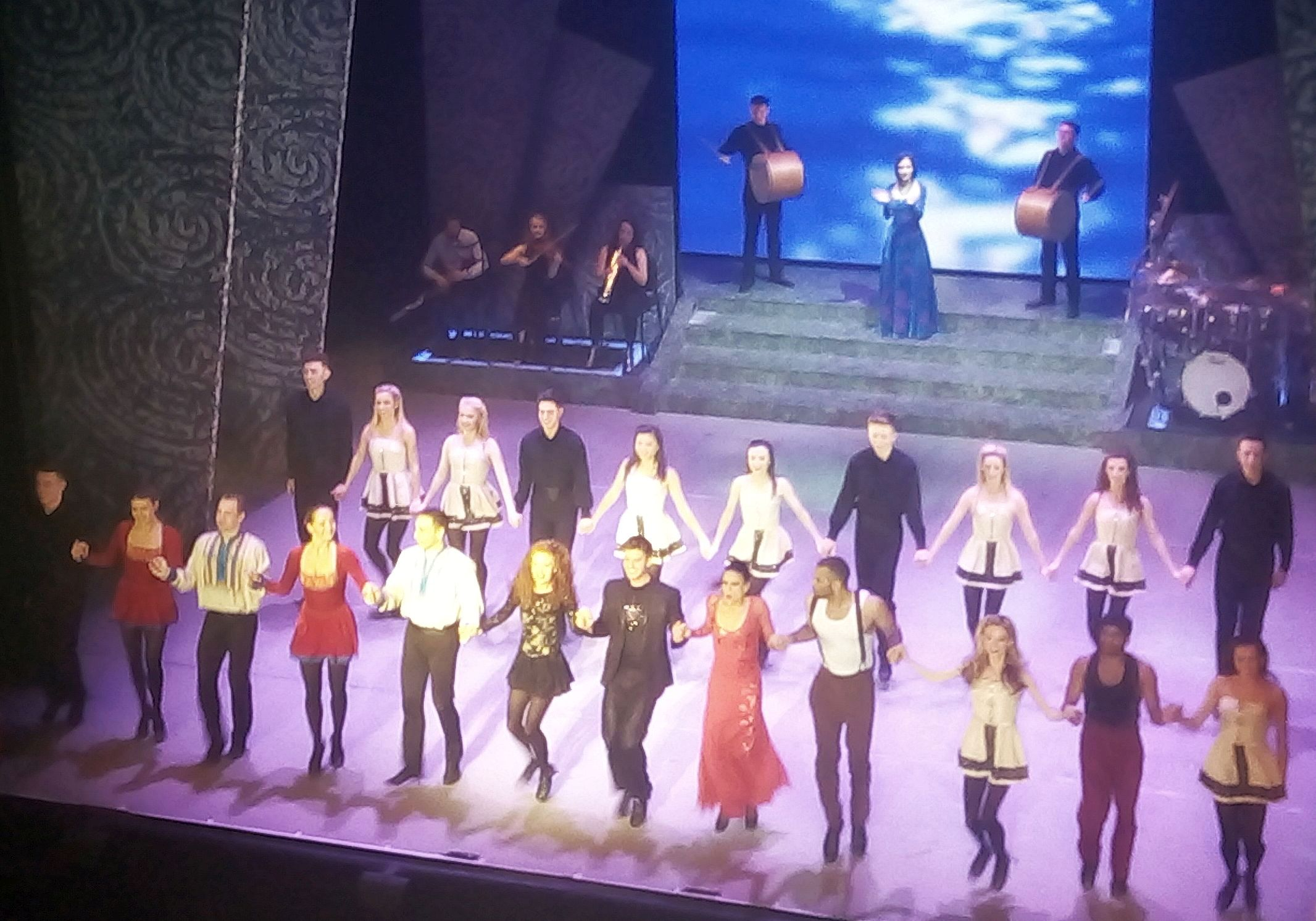
此圖是2019年大河之舞表演的圖片

《大河之舞》（Riverdance，港譯《舞起狂瀾》）是為爱尔兰的傳統踢踏舞，以規模龐大，氣勢磅礡聞名。
《大河之舞》起源於1994年4月30日，當時的歐洲歌唱大賽節目過場時段有一段7分鐘的踢踏舞蹈表演，深受觀眾喜愛，繼而改編為一場約2小時的劇場秀，內容除了愛爾蘭的踢踏舞外，又融合了西班牙佛朗明哥、俄羅斯芭蕾舞及美國紐約風格的的爵士踢踏舞等。
2003年，《大河之舞》演出剧团至中国大陆演出时，引起了一段时期的“踢踏舞热”，人人纷纷学跳踢踏舞。
2006年，首度到台湾演出。2008年，二度赴台演出。
2009年1月25号除夕，该剧团到北京，参与中国中央电视台春节联欢晚会的演出。

## 衍生作品
- 卡爾·斯特羅門（英语：Carl Strommen）改編的同名交響管樂團作品